# Раймунду Перейра
Райму́нду Пере́йра (порт. Raimundo Pereira; нар. 9 лютого 1955) — політичний діяч Гвінеї-Бісау, двічі виконував обов'язки президента країни (2009 та 2012 років).

## Життєпис
Юрист за освітою. 2008 після парламентських виборів, на яких ПАІГК здобула перемогу, Перейра був обраний новим головою Національної асамблеї замість Франсішку Бенанте. Після убивства військовиками президента Жуана Бернарду Вієйри 3 березня 2009 року Перейра став до виконання обов'язків глави держави. У червні/липні 2009 провів президентські вибори, перемогу на яких здобув Малам Бакай Санья. Після смерті останнього у січні 2012 року Перейра знову став виконувачем обов'язків президента.
13 квітня 2012 року був заарештований під час військового перевороту; наприкінці квітня був засланий до Кот д'Івуару.